# 薛貞國命案
薛貞國命案，或稱臺北Spark夜店殺警案，發生於2014年9月14日凌晨一時，臺北市信義區松壽路ATT大樓知名夜店「Spark」。Spark有大批民眾聚眾滋事，臺北市政府警察局信義分局偵查佐薛貞國（刑警）在執勤外時間身著便服前往關切，卻遭76名黑道份子持棍棒及刀械圍毆長達三分鐘，傷勢多集中在頭部和腹部。薛貞國最後送醫不治，宣告死亡。
本案屬第一審社會矚目重大訴訟案件，因此臺灣臺北地方法院刑事法庭將本案列為103年度矚重訴字第3號，是台灣最凶惡之員警遇害案件。一審宣判後檢察官不服，認為涉及殺人罪最重僅判刑13年，甚至還有12人獲緩刑，且曾、劉推諉卸責，惡性重大，法院量刑過輕，對66人全部提起上訴。臺灣臺北地方檢察署表示，除檢方對本案66名被告包括不知名寶和會斯文等男子提起上訴；被害人薛貞國家屬也針對部分未和解，或未依協議履行分期賠償的被告，請求檢方上訴。2017年12月28日上午10時臺灣高等法院二審宣判，2019年3月27日，最高法院判決駁回蕭叡鴻等57人上訴確定，曾威豪等9人發回臺灣高等法院更審。2021年5月10日臺灣高等法院更一審宣判。2022年10月5日，最高法院判決駁回曾威豪等9人上訴確定，全案定讞。

## 事件背景及經過

### 案發背景
9月13日凌晨，27歲曾威豪（綽號「阿豪」，臺北知名燈具友昌實業曾見傳之子）、與其女友22歲劉芯彤（中國文化大學大一新生，花名「柔伊」、「彤彤」，曾任酒店小姐、傳播小姐）、竹聯幫和堂幹部蕭姓男子、黃姓男子（綽號「阿猛」）等多人，赴臺北市信義區ATT大樓六樓的夜店「Spark」消費，酒後和鄰桌酒客衝突，俗稱「圍事」的夜店工作人員「小趙」將曾男等人趕出夜店，曾男等人出手毆打小趙並怒罵：「我竹聯和堂的，我會討回來！」此夜店的圍事人員，幾乎都是竹聯幫忠堂的幫派份子，不少人身材高大魁梧，平日鮮少有人敢主動尋釁生事。

### 案發過程

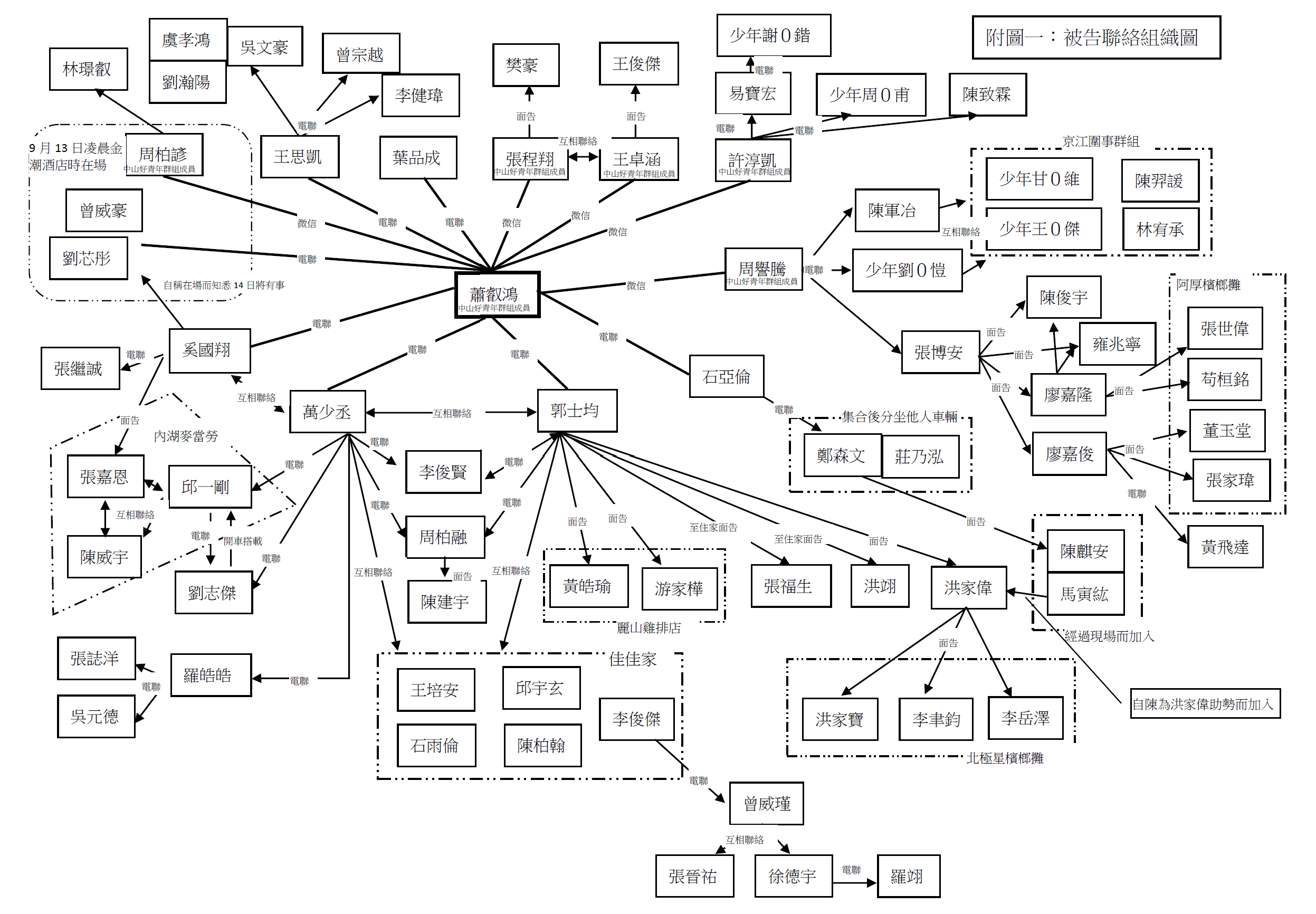
被告聯絡組織圖

9月14日凌晨，曾男與劉女，透過蕭男以LINE軟體，召集大批平日熟識的「中山聯盟」人員，打算向夜店圍事人員報復。「中山聯盟」是個跨幫派的組織，聯盟成員皆是臺北市中山區林森北路一帶，各大特種行業酒店、護膚店、傳播公司的經紀人、幹部、圍事、泊車小弟，該等人之幫派背景，可能包括竹聯幫和堂、平堂、戰堂、雷堂、天龍堂、松聯幫、四海幫、牛埔幫、文山會、同心會等。獲訊的「中山聯盟」青年、少年數十人，身著黑衣至大佳河濱公園集合，隨後齊奔夜店，然因夜店方面控制電梯，「中山聯盟」一行人受阻於ATT大樓樓下，不停挑釁。夜店圍事人員游姓男子（綽號「馬蛋」，竹聯幫忠堂副堂主）嗆聲：「我們忠堂的！」曾男一方回嗆：「我們和堂的！」兩方叫囂不息，甚至已開始扭打，夜店人員遂用臉書訊息告知刑警薛貞國「出事了」，希望薛能赴店幫忙。
休假期間的薛貞國收到夜店傳來訊息，便協同警員莊瑞源著便衣前來，到場當時薛氣勢凌人，一腳踹向曾男。曾男由於不願於女友面前出糗，甚怒，要求劉女「叫人過來支援」，數十名黑衣人持警棍、球棒、刀械、鐵椅，甚至是店家騎樓邊的不鏽鋼活動欄杆（即「紅絨柱」，俗作「紅龍柱」）攻擊兩名警員，高喊「拍予伊死！」（臺灣話，意為「打死他！」），劉女也激動地比手劃腳。兩警奔跑未及，莊員頭部被打傷，圍事人員乘亂將莊拉走送醫。但薛員陷入敵陣，圍事人員無法救援，薛高喊：「我是警察，不要打！」旁人也高喊「莫拍啦！」（臺灣話，意為「別打啦！」）然數十名黑衣人仍舊拳棒齊下，將薛拖到街道上毆打，不過三分鐘隨即散去，後來的支援警力將薛送醫，依然宣告不治。依法醫研究所解剖報告顯示，薛貞國死亡時血中含有高濃度酒精反應，據推測，薛死前至少喝了半瓶以上高濃度烈酒。解剖報告認為，主要死因，是右邊頭部額頂顳交界處遭鈍器重創，造成頭顱粉碎性骨折、顱內出血死亡，而之前外傳薛死亡時口中還插一把兇刀，解剖報告中並未發現有此部位刀傷，根據目擊者的說法，實為急救時因薛員牙齒打顫，有人以未打開的手持金屬探測器塞到薛的口中，避免薛咬到舌頭。
曾、劉、蕭三人犯案後夥同小弟們到臺北市林森北路的酒店飲酒狂歡，三人酒醒後看新聞知道自己已經闖下大禍，立刻駕駛奧迪R8潛逃，由臺北橋往新北市三重區方向逃逸到新莊副都心，夜間在三重區、蘆洲區、新莊區等地連換四間汽車旅館休息，並把手機擲入淡水河中，以避免警方查緝手機訊號。但是警方依然透過管道，策動三人立即投案。
9月15日凌晨1時許，曾、劉、蕭三人投案，警方將此三人移送法辦。
9月16日清晨，臺灣臺北地方法院裁定，將主嫌曾男、劉女、蕭男等三人收押，劉女在赴土城女子看守所前，還嚎啕大哭三分鐘，哭聲震天。
警方呼籲涉有重嫌的四海幫海聯堂周姓男子、竹聯幫和堂萬少丞、竹聯幫天龍堂郭姓男子立即出面說明。萬男聞訊後託人告知警方，將於9月17日15時投案，但竟未出現，9月17日晚間臺北市政府警察局調動集結至少500名警力連續掃蕩查緝中山區、大安區、信義區、松山區地區的夜店及酒店。9月19日17時，在家人勸說下，萬男在律師陪同下投案，警方又逮捕了七名嫌犯，包括竹聯幫和堂的易寶宏（母為歌仔戲名伶易淑寬）、天道盟文山會的馬姓幹部馬寅紘（陸軍第六軍團現役陸軍軍事訓練役，二兵，後改名為馬奉孝，綽號「螞蟻」）。
在警方的多番「呼籲」下，9月23日周姓男子投案、9月24日郭姓男子投案。，將繼續追查在逃的涉案份子，尤其是追查凶器上的指紋。警方並指出，目前已有數十名嫌犯涉案，其中三人為現役軍人，五人為未成年者。
11月6日晚間，臺北市政府警察局刑事警察大隊偵查第二隊，在新北市林口區文化二路二段，逮捕到殺警案最後一名嫌犯廖姓男子。偵訊時，廖姓男子承認有拿紅絨柱，但與其他嫌犯一樣，都否認自己打死薛貞國。

## 後續治安作為
由於刑警於下班時間處理夜店糾紛卻遭圍毆而死，案件離奇，臺灣媒體開始挖掘內幕。如警員是否涉及夜店「圍事」，或是否為竹聯幫內鬨等及涉案的中山聯盟與其他江湖幫派的關聯性等等。
有心人指認當夜尚有臺北市政府警察局的數名警員在ATT大樓飲酒作樂。督察室指出，此為在同棟大樓，另一家「M夜店」慶生的鄭姓小隊長與其友人，並無其他警員，鄭姓小隊長雖為休假期間，但因為未依規定向單位回報，目前已經送交市警局議處。

## 其他後續
- 案發夜店已經在同年11月暫歇，並在12月底易主重新開店。
- 主嫌之一易寶宏因調外役監在台灣社會引起爭議[16]，法務部更對此回應，在新法完成修正前，矯正署已從嚴調整外役監遴選標準，延長在監考核期間。事隔4日，法務部再發新聞稿指出，易寶宏在返家探視期間重大違規，其中包括飲酒聚會及以社群帳號標記為特種行業宣傳，且經查屬實，因此，將易送一般監獄執行[17]。

## 起訴與審判
2014年11月13日，臺北地檢署偵結起訴60人，毆打薛警員最猛烈的蕭姓男子等21人，均依殺人罪求處無期徒刑。事主曾男、劉女及參與略施拳腳者12人，依傷害致死等罪嫌論處，檢察官並要求其中曾、劉兩人從重量刑。其餘在場叫囂的27人，依照聚眾鬥毆在場助勢罪嫌起訴。5名少年被告，移送少年法庭。尚有2名嫌犯方被逮捕，檢方將擇日起訴。
事發至今，此案涉案人數多達76人，本案創下檢察官以涉犯殺人、傷害致死、聚眾鬥毆在場助勢等罪名起訴人數最多的紀錄（起訴71人）；有媒體報導同時也創下最高21人求死記錄，但後來台北地檢署檢察官否認針對其中21人求處死刑，而是求處無期徒刑。但是事實上其中數名被告很有可能在一審被判處死刑或無期徒刑。（文中的「極重之刑」代表「死刑」，「重刑」代表「無期徒刑」）
2015年1月7日，台北地院裁定曾威豪500萬、劉芯彤以50萬元、萬少丞以100萬元、王培安以30萬元、易寶宏以50萬元、陳致霖以30萬元、郭士均以30萬元、游家樺以30萬元、苟桓銘以30萬元、張博安以30萬元、許淳凱以30萬元、洪翊以30萬元、張家瑋以30萬元、周柏諺以50萬元、蕭叡鴻以150萬元、周譽騰以100萬元、廖嘉俊以50萬元具保，並責付於指定之家屬、限制住居於指定之居所，並須遵守下列事項：
(一)不得出境、出海（被告曾威豪之澳洲護照由本院扣存）。
(二)嚴格遵守限制住居規定，於每日晚間十時許起迄次日凌晨六時許止，住居於指定之居所，絕不在外逗留、冶遊。
(三)應於本院指定之時間至住家最近之派出所報到。
(四)不得對本案被害人、證人、辦理偵查、審判之公務員或其配偶、直系血親、二等親內之旁系血親、二親等內之姻親、家長、家屬之身體或財產實施危害、恐嚇、騷擾、接觸、跟蹤、通話、通信或其他非必要之聯絡行為。
(五)在外期間，絕不涉足夜總會、舞廳、酒家、酒店、夜店或電子遊戲場等聲色娛樂場所。
(六)非經本院許可，絕不與本案其他共同被告為通話、通信或其他非必要之聯絡行為。
(七)若違反上開具保所命應遵守事項，本院得再執行羈押。
合議庭還指定60名被告須用手寫「我錯了嗎？什麼叫義氣？做好人很難嗎？」等20篇不同題目的作文，且限期2015年2月10日「交卷」，平均3天要寫2篇。審判長楊台清指定20個題目，他說，作文內容將做為衡量犯後態度的量刑參考，字數不限，一篇2、300字也沒關係，「我每篇都會看，還會打分數」，楊台清自費準備60本筆記本發給被告，被收押在看守所的4人也要寫；楊不透露每本多少錢。除了寫作文的創舉，本案寫下多項司法紀錄，2014年11月26日深夜，合議庭3法官微服夜間勘驗案發現場，了解案發被告、被害人的相對位置；庭訊將採全程透過投影機提示證據與筆錄，不再書面提示卷證，是規模最大的科技法庭案例。
法官當庭徵得全部被告與告訴人、薛貞國妻子黃嘉鳳的同意，進入「修復式司法」程序，以和解為中心，試行修復被害人、加害人之間的仇恨對立，以及對社會所造成的傷痕，創下單一案件最多人參與修復司法的紀錄；法官還特地委請台北大學犯罪學研究所召集專業團隊，3週內提出修復計畫與量刑差異，也是創舉。
但是，此舉除了薛貞國妻黃家鳳、北檢署檢察官單位不認同外，更讓網友引發撻伐，因此後來台灣高等法院撤銷上述交保解除禁見等行為，並發回地院重新裁定。
2015年1月17日上午更裁裁定結果：曾威豪交保金加重1000萬，同時每周一、三、五都要去被告所在派出所報到，其餘被告維持交保裁定。
但在2015年間多位包括主嫌萬少丞在內之涉案人違反保釋規定，販毒、滋事、晚出不歸等，顯然毫無悔意。由於這些違規涉案人嚴重違反保釋規定，造成被害家屬傷痛難以抹滅，嚴重破壞社會治安。

### 一審判決結果
臺灣臺北地方法院103年度矚重訴字第3號、104年度重訴字第2、10號、104年度易字第274、468號於105年4月19日上午9時30分宣判判決結果。
| 被告           | 行為 | 判刑 |
| -------------- | --- | --- |
| 曾威豪         | 指揮攻擊安管、任憑薛貞國、安管遭其餘被告毆打，不為任何阻止。 | 聚眾鬥毆，下手實施傷害致人於死，處有期徒刑8年6個月。 |
| 劉芯彤         | 指揮攻擊安管、任憑薛貞國、安管遭其餘被告毆打，不為任何阻止。 | 聚眾鬥毆，下手實施傷害致人於死，處有期徒刑9年。 |
| 蕭叡鴻         | 指揮攻擊安管、在1樓大廳內時，跟隨人群拉扯推擠薛貞國，在外側騎樓眾人圍毆薛貞國時，阻止游永濂救援薛貞國、任憑安管遭毆打，不為任何阻止                                                                       | 聚眾鬥毆，下手實施傷害致人於死，累犯，處有期徒刑9年6個月。 |
| 石雨倫         | 在1樓大廳內，隨人群推擠拉扯，並徒手毆打薛貞國頭部 | 聚眾鬥毆，致人於死，下手實施傷害，處有期徒刑1年3個月，緩刑3年。 |
| 李聿鈞         | 持安全帽連續揮打安管、在1樓大廳內徒手毆打安管們後，即跟隨人群跑到外側騎樓眾人圍毆薛貞國處，腳踹薛貞國2次。                                                                                                | 共同殺人，處有期徒刑10年6個月。 |
| 林宥承         | 在1樓大廳內，隨人群推擠拉扯，並朝薛貞國方向連續伸右腳踹2次。 | 聚眾鬥毆，致人於死，下手實施傷害，處有期徒刑1年3個月。緩刑3年，緩刑期間付保護管束，並應於緩刑期間內向指定之政府機關、政府機構、行政法人、社區或其他符合公益目的之機構或團體提供60小時之義務勞務。                                             |
| 萬少丞         | 徒手毆打安管、在1樓大廳內徒手毆打安管們後，在大廳地板上撿拾紅絨柱向外跑，以右手持紅絨柱柱頭使紅絨柱底盤離地方式，繞過圍毆薛貞國人群，並持紅龍柱試圖擠入圍毆薛貞國人群中，朝薛貞國旁丟擲紅絨柱而參與攻擊。 | 聚眾鬥毆，下手實施傷害致人於死，處有期徒刑8年4個月。 |
| 王培安         | 在1樓大廳內，隨人群推擠拉扯，並在外側騎樓眾人圍毆薛貞國時，持紅絨柱參與攻擊。 | 聚眾鬥毆，致人於死，下手實施傷害，處有期徒刑1年4個月。 |
| 易寶宏         | 在1樓大廳內徒手毆打腳踹安管後，隨人群跑向外側騎樓眾人圍毆薛貞國處，持紅絨柱靠近薛貞國，並朝薛貞國旁丟擲紅絨柱而參與攻擊                                                                                   | 成年人與少年聚眾鬥毆，下手實施傷害致人於死，處有期徒刑8年。 |
| 周譽騰         | 徒手毆打安管、在1樓大廳內時，隨人群推擠拉扯，並在外側騎樓比手勢指揮拉扯薛貞國的人群，吆喝「拖出去」、「呼伊死（台語）」，並在眾人圍毆薛貞國時，指揮「A6」攻擊薛貞國                                       | 共同殺人，累犯，處有期徒刑11年10個月。 |
| 陳致霖         | 在1樓大廳內時，隨人群推擠拉扯，並徒手毆打薛貞國頭部；在外側騎樓眾人圍毆薛貞國時，連續伸腳踹薛貞國 | 成年人與少年共同殺人，處有期徒刑10年8個月。 |
| 郭士均         | 毆打安管、在1樓大廳內時，隨人群推擠拉扯，並站在欄杆上吆喝「殺死他」；在外側騎樓眾人圍毆薛貞國時，先腳踹薛貞國，後徒手毆打薛貞國2次                                                                        | 共同殺人，處有期徒刑11年10個月。 |
| 游家樺         | 在1樓大廳內時，隨人群推擠拉扯，並連續跳起來揮打薛貞國頭部；在外側騎樓眾人圍毆薛貞國時，先伸腳踹薛貞國，並以雙手抓住薛貞國，致薛貞國倒地後，再腳踹薛貞國2次。                                              | 共同殺人，處有期徒刑11年。 |
| 苟桓銘         | 在1樓大廳內時，旁觀人群推擠拉扯，並在外側騎樓眾人圍毆薛貞國時，先與廖嘉俊共持紅絨柱搥搗薛貞國1次，再自行持紅絨柱朝薛貞國搗捶1次                                                                           | 共同殺人，處有期徒刑12年。 |
| 張博安         | 在1樓大廳內撿拾紅絨柱向外移動，經夜店人員搶下該紅絨柱後，仍再持紅絨柱走到外側騎樓眾人圍毆薛貞國處，再將該紅絨柱放在地上而參與攻擊                                                                         | 聚眾鬥毆，下手實施傷害致人於死，處有期徒刑7年6個月。 |
| 王卓涵         | 毆打安管、在1樓大廳內，隨人群推擠拉扯，並以群組游離方式留在大廳內攻擊安管。 | 聚眾鬥毆，致人於死，下手實施傷害，處有期徒刑1年6個月。 |
| 王俊傑         | 毆打安管、在1樓大廳內，隨人群推擠拉扯，並以群組游離方式留在大廳內攻擊安管。 | 聚眾鬥毆，致人於死，下手實施傷害，累犯，處有期徒刑1年4個月。 |
| 李岳澤         | 毆打安管、在1樓大廳內，隨人群推擠拉扯，並以群組游離方式留在大廳內攻擊安管。 | 聚眾鬥毆，致人於死，下手實施傷害，處有期徒刑1年4個月。 |
| 奚國翔         | 毆打安管、在1樓大廳內，隨人群推擠拉扯，並以群組游離方式留在大廳內攻擊安管。 | 聚眾鬥毆，致人於死，下手實施傷害，處有期徒刑1年。緩刑3年，緩刑期間付保護管束，並應於緩刑期間內向指定之政府機關、政府機構、行政法人、社區或其他符合公益目的之機構或團體提供60小時之義務勞務。                                                  |
| 李俊賢         | 毆打安管、在1樓大廳內，隨人群推擠拉扯，並以群組游離方式留在大廳內攻擊安管。 | 聚眾鬥毆，致人於死，下手實施傷害，處有期徒刑1年3個月。 |
| 許淳凱         | 在1樓大廳內時，隨人群推擠拉扯，並在外側騎樓眾人圍毆薛貞國時，以雙手將紅絨柱金屬圓盤底座朝上高舉過肩，以柱頂為旋轉支點向下重擊薛貞國身體2次，再蹲下從地上撿起紅絨柱砸向薛貞國頭部位置                      | 成年人與少年共同殺人，處有期徒刑13年。 |
| 張程翔         | 在1樓大廳內時，隨人群推擠拉扯，並在外側騎樓比手勢指揮拉扯薛貞國的人群，且在外側騎樓眾人圍毆薛貞國時，側踢薛貞國2次。                                                                                      | 共同殺人，處有期徒刑11年。 |
| 張福生         | 在1樓大廳內，隨人群推擠拉扯薛貞國、楊文政、陸韋皓、李家信，並以群組游離方式高舉右手伸向薛貞國方向 | 聚眾鬥毆，致人於死，下手實施傷害，處有期徒刑1年。 |
| 周柏諺         | 毆打安管、在1樓大廳內，徒手毆打安管們，並在大廳地板上撿拾鋁棒後，隨人群跑到外側騎樓眾人圍毆薛貞國處，持鋁棒揮打薛貞國                                                                                     | 共同殺人，處有期徒刑12年8個月。 |
| 樊豪           | 在1樓大廳內，隨人群推擠拉扯，並以群組游離方式留在大廳內攻擊安管 | 聚眾鬥毆，致人於死，下手實施傷害，累犯，處有期徒刑1年4個月。 |
| 張嘉恩         | 在1樓大廳內，隨人群推擠拉扯，並以群組游離方式留在大廳內攻擊安管 | 聚眾鬥毆，致人於死，下手實施傷害，處有期徒刑8個月。緩刑3年，緩刑期間付保護管束，並應於緩刑期間內向指定之政府機關、政府機構、行政法人、社區或其他符合公益目的之機構或團體提供60小時之義務勞務。                                                |
| 李俊傑         | 在1樓大廳內，隨人群推擠拉扯，並以群組游離方式留在大廳內攻擊安管 | 聚眾鬥毆，致人於死，下手實施傷害，處有期徒刑1年。緩刑3年，緩刑期間付保護管束，並應於緩刑期間內向指定之政府機關、政府機構、行政法人、社區或其他符合公益目的之機構或團體提供60小時之義務勞務。                                                  |
| 葉品成         | 在1樓大廳內時，隨人群推擠拉扯，並在1樓大廳內撿拾棍狀物後，隨人群跑到外側騎樓眾人圍毆薛貞國處，持棍狀物品揮打薛貞國3次。                                                                                   | 共同殺人，處有期徒刑12年6個月。 |
| 林璟叡         | 毆打安管。 | 聚眾鬥毆，致人於死，下手實施傷害，處有期徒刑7個月。 |
| 邱宇玄         | 毆打安管、在1樓大廳內時，隨人群推擠拉扯薛貞國、楊文政、陸韋皓、李家信，並以群組游離方式。 | 共同殺人，處有期徒刑10年8個月。 |
| 洪翊           | 毆打安管、在1樓大廳內時，隨人群推擠拉扯，率先將薛貞國拉到大樓外後，與眾人圍毆薛貞國，先徒手毆打薛貞國頭部，再腳踢、伸手推薛貞國後背致薛貞國倒地。                                                         | 共同殺人，累犯，處有期徒刑11年。 |
| 張家瑋         | 在1樓大廳內毆打安管們後，隨人群跑到外側騎樓眾人圍毆薛貞國處，並將紅絨柱水平抬至腰部高度往薛貞國倒地處丟擲，紅絨柱柱頭撞到薛貞國右臂和右背。                                                               | 共同殺人，處有期徒刑12年8個月。 |
| 曾威瑾         | 在1樓大廳內旁觀眾人拉扯推擠薛貞國；在外側騎樓眾人圍毆薛貞國時，腳踹薛貞國2次。 | 共同殺人，處有期徒刑10年6個月。 |
| 張繼誠         | 在1樓大廳內，隨人群推擠拉扯薛貞國、楊文政、陸韋皓、李家信，並以群組游離方式手握黑色棍狀物品，追在薛貞國後面揮舞。                                                                                         | 聚眾鬥毆，致人於死，下手實施傷害，處有期徒刑1年3個月。 |
| 陳建宇         | 在1樓大廳內時，隨人群推擠拉扯，並在外側騎樓眾人圍毆薛貞國時，腳踢薛貞國2次。 | 共同殺人，處有期徒刑10年6個月。 |
| 廖嘉俊         | 在1樓大廳內旁觀眾人拉扯推擠薛貞國；在外側騎樓眾人圍毆薛貞國時，與苟桓銘共持紅絨柱搥搗薛貞國1次 | 共同殺人，處有期徒刑12年6個月。 |
| 劉瀚陽         | 在1樓大廳內，隨人群推擠拉扯薛貞國，率先將薛貞國拉到大樓外而參與攻擊 | 聚眾鬥毆，致人於死，下手實施傷害，處有期徒刑1年3個月，緩刑3年。 |
| 莊乃泓         | 毆打安管 | 聚眾鬥毆，致人於死，下手實施傷害，處有期徒刑8個月，緩刑3年，緩刑期間付保護管束，並應於緩刑期間內向指定之政府機關、政府機構、行政法人、社區或其他符合公益目的之機構或團體提供60小時之義務勞務。                                                |
| 王思凱         | 在1樓大廳內，隨人群推擠拉扯薛貞國，率先將薛貞國拉到大樓外，在外側騎樓眾人圍毆薛貞國時，持紅絨柱參與攻擊                                                                                                   | 聚眾鬥毆，下手實施傷害致人於死，處有期徒刑7年6個月。 |
| 羅翊           | 在場助勢 | 聚眾鬥毆，致人於死，在場助勢而非出於正當防衛，處有期徒刑5個月，如易科罰金，以新臺幣1000元折算1日。 |
| 虞孝鴻         | 在場助勢 | 聚眾鬥毆，致人於死，在場助勢而非出於正當防衛，處有期徒刑4個月，如易科罰金，以新臺幣1000元折算1日。緩刑2年。 |
| 張世偉         | 在場助勢 | 聚眾鬥毆，致人於死，在場助勢而非出於正當防衛，處有期徒刑4個月，如易科罰金，以新臺幣1000元折算1日，緩刑2年。緩刑期間付保護管束，並應於緩刑期間內向指定之政府機關、政府機構、行政法人、社區或其他符合公益目的之機構或團體提供50小時之義務勞務。 |
| 廖嘉隆         | 在場助勢 | 聚眾鬥毆，致人於死，在場助勢而非出於正當防衛，處有期徒刑5個月，如易科罰金，以新臺幣1000元折算1日，緩刑2年。緩刑期間付保護管束，並應於緩刑期間內向指定之政府機關、政府機構、行政法人、社區或其他符合公益目的之機構或團體提供50小時之義務勞務。 |
| 陳宥均         | 在場助勢 | 聚眾鬥毆，致人於死，在場助勢而非出於正當防衛，處有期徒刑6個月，如易科罰金，以新臺幣1000元折算1日。 |
| 洪家偉         | 在場助勢 | 聚眾鬥毆，致人於死，在場助勢而非出於正當防衛，處有期徒刑6個月，如易科罰金，以新臺幣1000元折算1日。 |
| 洪家寶         | 在場助勢 | 聚眾鬥毆，致人於死，在場助勢而非出於正當防衛，處有期徒刑3個月，如易科罰金，以新臺幣1000元折算1日。 |
| 薛豐庭         | 在場助勢 | 聚眾鬥毆，致人於死，在場助勢而非出於正當防衛，處有期徒刑4個月，如易科罰金，以新臺幣1000元折算1日。 |
| 張晉祐         | 在場助勢 | 聚眾鬥毆，致人於死，在場助勢而非出於正當防衛，處有期徒刑5個月，如易科罰金，以新臺幣1000元折算1日。 |
| 陳柏翰         | 在場助勢 | 聚眾鬥毆，致人於死，在場助勢而非出於正當防衛，處有期徒刑4個月，如易科罰金，以新臺幣1000元折算1日。 |
| 陳俊宇         | 在場助勢 | 聚眾鬥毆，致人於死，在場助勢而非出於正當防衛，處有期徒刑2個月，如易科罰金，以新臺幣1000元折算1日。 |
| 馬奉孝(馬寅紘) | 在場助勢 | 聚眾鬥毆，致人於死，在場助勢而非出於正當防衛，處有期徒刑4個月，如易科罰金，以新臺幣1000元折算1日。 |
| 羅皓皓         | 在場助勢 | 聚眾鬥毆，致人於死，在場助勢而非出於正當防衛，處有期徒刑5個月，如易科罰金，以新臺幣1000元折算1日。 |
| 張誌洋         | 在場助勢 | 聚眾鬥毆，致人於死，在場助勢而非出於正當防衛，處有期徒刑5個月，如易科罰金，以新臺幣1000元折算1日。 |
| 吳元德         | 在場助勢 | 聚眾鬥毆，致人於死，在場助勢而非出於正當防衛，處有期徒刑5個月，如易科罰金，以新臺幣1000元折算1日。 |
| 董玉堂         | 在場助勢 | 聚眾鬥毆，致人於死，在場助勢而非出於正當防衛，處有期徒刑4個月，如易科罰金，以新臺幣1000元折算1日。 |
| 周柏融         | 在場助勢 | 聚眾鬥毆，致人於死，在場助勢而非出於正當防衛，處有期徒刑6個月，如易科罰金，以新臺幣1000元折算1日。 |
| 黃皓瑜         | 在場助勢 | 聚眾鬥毆，致人於死，在場助勢而非出於正當防衛，處有期徒刑8個月。 |
| 黃飛達         | 在場助勢 | 聚眾鬥毆，致人於死，在場助勢而非出於正當防衛，處有期徒刑4個月，如易科罰金，以新臺幣1000元折算1日。 |
| 徐建軒         | 在場助勢 | 聚眾鬥毆，致人於死，在場助勢而非出於正當防衛，處有期徒刑4個月，如易科罰金，以新臺幣1000元折算1日。 |
| 石亞倫         | 在場助勢 | 聚眾鬥毆，致人於死，在場助勢而非出於正當防衛，處有期徒刑4個月，如易科罰金，以新臺幣1000元折算1日。。 |
| 邱一剛         | 在場助勢 | 聚眾鬥毆，致人於死，在場助勢而非出於正當防衛，處有期徒刑3個月，如易科罰金，以新臺幣1000元折算1日，緩刑2年。 |
| 陳威宇         | 在場助勢 | 聚眾鬥毆，致人於死，在場助勢而非出於正當防衛，處有期徒刑3個月，如易科罰金，以新臺幣1000元折算1日，緩刑2年。 |
| 劉志傑         | 在場助勢 | 聚眾鬥毆，致人於死，在場助勢而非出於正當防衛，累犯，處有期徒刑4個月，如易科罰金，以新臺幣1000元折算1日。 |
| 陳麒安         | 在場助勢 | 聚眾鬥毆，致人於死，在場助勢而非出於正當防衛，處有期徒刑4個月，如易科罰金，以新臺幣1000元折算1日。 |
| 鄭森文         | 在場助勢 | 聚眾鬥毆，致人於死，在場助勢而非出於正當防衛，處有期徒刑4個月，如易科罰金，以新臺幣1000元折算1日。 |
| 陳羿諼         | 在場助勢 | 聚眾鬥毆，致人於死，在場助勢而非出於正當防衛，處有期徒刑4個月，如易科罰金，以新臺幣1000元折算1日。 |

柯俊廷共同殺人，處有期徒刑10年6月。
林立凡共同殺人，處有期徒刑10年10月。
陳柏元成年人與少年共同犯聚眾鬥毆致人於死罪，處有期徒刑9年。
陳柏勳共同犯聚眾鬥毆致人於死助勢罪，處有期徒刑6個月，如易科罰金，以新臺幣1000元折算1日。
肯梅哈許共同犯聚眾鬥毆致人於死罪，處有期徒刑7年。

### 二審判決結果
臺灣高等法院105年度原矚上訴字第1號、105年度上訴字第2402號、106年度原上訴字第59號有關被告曾威豪等68人所涉SPARK夜店殺員警薛貞國案件，於106年12月28日上午10時宣判。（括弧為三審判決結果）
| 被告           | 判刑                                                                                           |
| -------------- | ---------------------------------------------------------------------------------------------- |
| 曾威豪         | 共同犯聚眾鬥毆致人於死，處有期徒刑10年。（發回臺灣高等法院更審）                               |
| 劉芯彤         | 共同犯聚眾鬥毆致人於死，處有期徒刑9年。（發回臺灣高等法院更審）                                |
| 蕭叡鴻         | 共同犯聚眾鬥毆致人於死，累犯，處有期徒刑13年。（駁回上訴）                                     |
| 石雨倫         | 共同犯聚眾鬥毆致人於死，處有期徒刑7年2月。（駁回上訴）                                         |
| 李聿鈞         | 共同犯聚眾鬥毆致人於死，處有期徒刑8年。（駁回上訴）                                            |
| 林宥承         | 共同犯聚眾鬥毆致人於死，處有期徒刑8年。（駁回上訴）                                            |
| 萬少丞         | 共同犯聚眾鬥毆致人於死，處有期徒刑8年8個月。（駁回上訴）                                       |
| 王培安         | 共同犯聚眾鬥毆致人於死，處有期徒刑8年8個月。（駁回上訴）                                       |
| 易寶宏         | 共同犯聚眾鬥毆致人於死，處有期徒刑9年。（駁回上訴）                                            |
| 周譽騰         | 共同犯聚眾鬥毆致人於死，累犯，處有期徒刑12年。（駁回上訴）                                     |
| 陳致霖         | 共同犯聚眾鬥毆致人於死，處有期徒刑9年。（不受理）                                              |
| 郭士均         | 共同犯聚眾鬥毆致人於死，處有期徒刑11年。（駁回上訴）                                           |
| 游家樺         | 共同犯聚眾鬥毆致人於死，處有期徒刑11年。（駁回上訴）                                           |
| 苟桓銘         | 共同犯聚眾鬥毆致人於死，處有期徒刑12年。（駁回上訴）                                           |
| 張博安         | 共同犯聚眾鬥毆致人於死，處有期徒刑8年。（駁回上訴）                                            |
| 王卓涵         | 共同犯聚眾鬥毆致人於死，處有期徒刑7年2個月。（駁回上訴）                                       |
| 王俊傑         | 共同犯聚眾鬥毆致人於死，累犯，處有期徒刑7年4個月。 （發回臺灣高等法院更審）                    |
| 李岳澤         | 共同犯聚眾鬥毆致人於死，處有期徒刑7年5個月。（駁回上訴）                                       |
| 奚國翔         | 共同犯聚眾鬥毆致人於死，處有期徒刑7年4個月。（駁回上訴）                                       |
| 李俊賢         | 共同犯聚眾鬥毆致人於死，處有期徒刑7年。 （駁回上訴）                                           |
| 許淳凱         | 共同犯聚眾鬥毆致人於死，處有期徒刑13年。（駁回上訴）                                           |
| 張程翔         | 共同犯聚眾鬥毆致人於死，處有期徒刑10年。（駁回上訴）                                           |
| 張福生         | 共同犯聚眾鬥毆致人於死，處有期徒刑7年6個月。（發回臺灣高等法院更審）                           |
| 周柏諺         | 共同犯聚眾鬥毆致人於死，處有期徒刑12年8個月。（駁回上訴）                                      |
| 樊豪           | 共同犯聚眾鬥毆致人於死，累犯，處有期徒刑8年4個月。（發回臺灣高等法院更審）                     |
| 張嘉恩         | 共同犯聚眾鬥毆致人於死，處有期徒刑7年。（駁回上訴）                                            |
| 李俊傑         | 共同犯聚眾鬥毆致人於死，處有期徒刑7年2個月。（駁回上訴）                                       |
| 葉品成         | 共同犯聚眾鬥毆致人於死，處有期徒刑12年6個月。（發回臺灣高等法院更審）                          |
| 林璟叡         | 共同犯聚眾鬥毆致人於死助勢罪，處有期徒刑7個月。（駁回上訴）                                    |
| 邱宇玄         | 共同犯聚眾鬥毆致人於死，處有期徒刑10年8個月。（駁回上訴）                                      |
| 洪翊           | 共同犯聚眾鬥毆致人於死，累犯，處有期徒刑11年。（駁回上訴）                                     |
| 張家瑋         | 共同犯聚眾鬥毆致人於死，處有期徒刑12年。（駁回上訴）                                           |
| 曾威瑾         | 共同犯聚眾鬥毆致人於死，處有期徒刑10年。（駁回上訴）                                           |
| 張繼誠         | 共同犯聚眾鬥毆致人於死，處有期徒刑9年6個月。（發回臺灣高等法院更審）                           |
| 陳建宇         | 共同犯聚眾鬥毆致人於死，處有期徒刑10年6個月。（駁回上訴）                                      |
| 廖嘉俊         | 共同犯聚眾鬥毆致人於死，處有期徒刑12年6個月。（駁回上訴）                                      |
| 劉瀚陽         | 共同犯聚眾鬥毆致人於死，處有期徒刑10年2個月。（發回臺灣高等法院更審）                          |
| 柯俊廷         | 共同犯聚眾鬥毆致人於死，處有期徒刑9年6個月。（駁回上訴）                                       |
| 林立凡         | 共同犯聚眾鬥毆致人於死，處有期徒刑9年。（駁回上訴）                                            |
| 莊乃泓         | 共同犯聚眾鬥毆致人於死助勢罪，處有期徒刑3個月，如易科罰金，以新臺幣1000元折算1日。（駁回上訴） |
| 王思凱         | 共同犯聚眾鬥毆致人於死，處有期徒刑10年2個月。（發回臺灣高等法院更審）                          |
| 羅翊           | 共同犯聚眾鬥毆致人於死助勢罪，處有期徒刑7個月。（駁回上訴）                                    |
| 虞孝鴻         | 共同犯聚眾鬥毆致人於死助勢罪，處有期徒刑4個月，如易科罰金，以新臺幣1000元折算1日。（駁回上訴） |
| 張世偉         | 共同犯聚眾鬥毆致人於死助勢罪，處有期徒刑3個月，如易科罰金，以新臺幣1000元折算1日。（駁回上訴） |
| 廖嘉隆         | 共同犯聚眾鬥毆致人於死助勢罪，處有期徒刑3個月，如易科罰金，以新臺幣1000元折算1日。（駁回上訴） |
| 陳宥均         | 共同犯聚眾鬥毆致人於死助勢罪，處有期徒刑6個月，如易科罰金，以新臺幣1000元折算1日。（駁回上訴） |
| 洪家偉         | 共同犯聚眾鬥毆致人於死助勢罪，處有期徒刑6個月，如易科罰金，以新臺幣1000元折算1日。（駁回上訴） |
| 洪家寶         | 共同犯聚眾鬥毆致人於死助勢罪，處有期徒刑3個月，如易科罰金，以新臺幣1000元折算1日。（駁回上訴） |
| 薛豐庭         | 共同犯聚眾鬥毆致人於死助勢罪，處有期徒刑4個月，如易科罰金，以新臺幣1000元折算1日。（駁回上訴） |
| 張晉祐         | 共同犯聚眾鬥毆致人於死助勢罪，處有期徒刑4個月，如易科罰金，以新臺幣1000元折算1日。（駁回上訴） |
| 陳柏翰         | 共同犯聚眾鬥毆致人於死助勢罪，處有期徒刑7個月。（駁回上訴）                                    |
| 陳俊宇         | 共同犯聚眾鬥毆致人於死助勢罪，處有期徒刑5個月，如易科罰金，以新臺幣1000元折算1日。（駁回上訴） |
| 馬奉孝(馬寅紘) | 共同犯聚眾鬥毆致人於死助勢罪，處有期徒刑6個月，如易科罰金，以新臺幣1000元折算1日。（駁回上訴） |
| 羅皓皓         | 共同犯聚眾鬥毆致人於死助勢罪，處有期徒刑5個月，如易科罰金，以新臺幣1000元折算1日。（駁回上訴） |
| 張誌洋         | 共同犯聚眾鬥毆致人於死助勢罪，處有期徒刑5個月，如易科罰金，以新臺幣1000元折算1日。（駁回上訴） |
| 吳元德         | 共同犯聚眾鬥毆致人於死助勢罪，處有期徒刑6個月，如易科罰金，以新臺幣1000元折算1日。（駁回上訴） |
| 董玉堂         | 共同犯聚眾鬥毆致人於死助勢罪，處有期徒刑7個月。（駁回上訴）                                    |
| 周柏融         | 共同犯聚眾鬥毆致人於死助勢罪，處有期徒刑6個月，如易科罰金，以新臺幣1000元折算1日。（駁回上訴） |
| 黃皓瑜         | 共同犯聚眾鬥毆致人於死，處有期徒刑7年6個月。（駁回上訴）                                       |
| 黃飛達         | 共同犯聚眾鬥毆致人於死助勢罪，處有期徒刑6個月，如易科罰金，以新臺幣1000元折算1日。（駁回上訴） |
| 徐建軒         | 共同犯聚眾鬥毆致人於死助勢罪，處有期徒刑7個月。（駁回上訴）                                    |
| 石亞倫         | 共同犯聚眾鬥毆致人於死助勢罪，處有期徒刑6個月，如易科罰金，以新臺幣1000元折算1日。（駁回上訴） |
| 邱一剛         | 共同犯聚眾鬥毆致人於死助勢罪，處有期徒刑3個月，如易科罰金，以新臺幣1000元折算1日。（駁回上訴） |
| 陳威宇         | 共同犯聚眾鬥毆致人於死助勢罪，處有期徒刑2個月，如易科罰金，以新臺幣1000元折算1日。（駁回上訴） |
| 劉志傑         | 共同犯聚眾鬥毆致人於死助勢罪，累犯，處有期徒刑7個月。（駁回上訴）                              |
| 陳麒安         | 共同犯聚眾鬥毆致人於死助勢罪，處有期徒刑4個月，如易科罰金，以新臺幣1000元折算1日。（駁回上訴） |
| 鄭森文         | 共同犯聚眾鬥毆致人於死助勢罪，處有期徒刑7個月。（駁回上訴）                                    |
| 陳羿諼         | 共同犯聚眾鬥毆致人於死助勢罪，處有期徒刑3個月，如易科罰金，以新臺幣1000元折算1日。（駁回上訴） |

陳柏元共同犯聚眾鬥毆致人於死罪，處有期徒刑8年10月。
肯梅哈許共同犯聚眾鬥毆致人於死罪，處有期徒刑7年。

### 更一審判決結果
臺灣高等法院108年度重矚上更一字第22號有關被告曾威豪等9人所涉SPARK夜店殺員警薛貞國案件，於110年5月10日宣判。（括弧為三審判決結果）
| 被告   | 判刑                                                         |
| ------ | ------------------------------------------------------------ |
| 曾威豪 | 共同犯聚眾鬥毆致人於死，處有期徒刑8年。（駁回上訴）          |
| 劉芯彤 | 共同犯聚眾鬥毆致人於死，處有期徒刑8年。（駁回上訴）          |
| 葉品成 | 共同犯聚眾鬥毆致人於死，處有期徒刑10年6月。（駁回上訴）      |
| 王思凱 | 共同犯聚眾鬥毆致人於死，處有期徒刑8年。（駁回上訴）          |
| 劉瀚陽 | 共同犯聚眾鬥毆致人於死，處有期徒刑7年2月。（駁回上訴）       |
| 張繼誠 | 共同犯聚眾鬥毆致人於死，處有期徒刑7年4月。（駁回上訴）       |
| 張昱謙 | 共同犯聚眾鬥毆致人於死，處有期徒刑7年。（駁回上訴）          |
| 王俊傑 | 共同犯聚眾鬥毆致人於死，累犯，處有期徒刑7年2月。（駁回上訴） |
| 樊豪   | 共同犯聚眾鬥毆致人於死，累犯，處有期徒刑7年6月。（駁回上訴） |

### 三審判決結果
1. 2018年3月14日，最高法院依聚眾鬥毆致人於死罪，駁回林立凡及檢察官上訴，處有期徒刑9年定讞。
2. 2019年3月27日，最高法院以107年度台上字第1562、1569號判決：
  1. 原判決關於曾威豪、劉芯彤、張繼誠、葉品成、王思凱、劉瀚陽、樊豪、王俊傑、張福生部分及陳致霖（已死亡）罪刑部分均撤銷，除陳致霖部分外，發回臺灣高等法院。
  2. 陳致霖部分不受理。
  3. 其他上訴駁回。蕭叡鴻等57人：蕭叡鴻、李聿鈞、萬少丞、王培安、易寶宏、周譽騰、郭士均、苟桓銘、張博安、王卓涵、許淳凱、張程翔、李岳澤、奚國翔、周柏諺、洪翊、李俊傑、曾威瑾、石雨倫、游家樺、李俊賢、張家瑋、廖嘉俊、邱宇玄、陳建宇、柯俊廷、黃皓瑜、林宥承、張博鈞、陳柏翰、劉志傑、吳元德、莊乃泓、陳俊宇、林諺叡、石亞倫、馬奉孝 (馬寅紘)、周柏融、虞孝鴻、張世偉、廖嘉隆、薛豐廷、張晉祐、董紹堂、黃飛達、徐建軒、羅翊、鄭森文、陳麒安、洪家偉、洪家寶、羅皓皓、張誌洋、邱一剛、陳威宇、陳宥均、陳羿諼判處2月至13年不等有期徒刑定讞。
3. 2020年8月6日，最高法院依聚眾鬥毆致人於死罪，駁回陳柏元上訴，處有期徒刑8年10月定讞。
4. 2021年9月29日，最高法院依聚眾鬥毆致人於死罪，駁回肯梅哈許上訴，處有期徒刑7年定讞。
5. 2022年10月5日，最高法院依聚眾鬥毆致人於死罪，駁回曾威豪等9人及檢察官上訴，處有期徒刑7年至10年6月不等有期徒刑定讞。

#### 少年審判部分
1. 少年劉○愷（台北地方法院少年法庭裁定交付保護管束）
2. 少年王○傑（一、二審均依聚眾鬥毆致人於死罪，處有期徒刑4年，2018年4月12日，最高法院將二審判決撤銷，發回臺灣高等法院更審。更一審依聚眾妨害公務致人於死罪，處有期徒刑4年定讞）
3. 少年甘○維（台北地方法院少年法庭裁定交付保護管束）
4. 少年周○甫（士林地方法院少年法庭裁定交付保護管束）
5. 少年謝○鎧（士林地方法院少年法庭裁定交付保護管束）

## 參看
- 汐止殺警奪槍案
- 襲警
- 日月明功虐死案：2013年12月發生的類似多人毆打致死的案件
- 2015年臺中清泉崗機場槍擊事件